# Gilbert Declercq (artiste)
Pour les articles homonymes, voir Gilbert Declercq et Declercq.
Gilbert Declercq, né le 24 octobre 1946 à Zwijnaarde, est un peintre, illustrateur et dessinateur de bande dessinée belge néerlandophone. Il signe aussi parfois son œuvre du pseudonyme Gidecq.

## Biographie

### Formation
Gilbert Declercq naît le 24 octobre 1946 à Zwijnaarde. Il est déjà diplômé d'Arts décoratifs lorsqu'il sort diplômé de l'Académie royale des beaux-arts de Gand dans le département Film d'animation de Raoul Servais en 1970. Il a été le premier cinéaste d'animation qualifié du département. À cette époque, il travaillait encore sur un court métrage 35 mm intitulé Non, merci. Le simple court métrage fera pendant des années partie d'une programmation cinématographique diffusée par Progrès films.
Pendant ses années d'études, il publie déjà quelques illustrations dans des magazines féminins tels que Mimosa, Rosita, Libelle et Het Rijk der Vrouw, et une bande dessinée de 4 pages dans Ons Volkske, dessinée quand Declercq avait 15 ans, mais pas publiée jusqu'à ce qu'il soit déjà plus de 16 ans. Cette bande documentaire avait pour thème l'aviation (D-558-2 Skyrocket).
Après ses études, Declercq entame une carrière indépendante en tant qu'illustrateur, peintre et dessinateur de bande dessinée . Il dessine une couverture hebdomadaire pour le magazine de bandes dessinées Ohee et il fait également d'autres travaux d'illustration. En outre, il a également travaillé à temps partiel avec Eddy Ryssack et a également créé un grand nombre de courts récits, dont la plupart ne sont publiés que bien plus tard. Comme pour presque toutes ses bandes dessinées, Declercq en a également écrit lui-même les scénarios. Au cours de cette période, son travail est également apparaît dans le magazine Top (par exemple Miss Puntje et Dévonien et Carbonifère).

### Rud Hart
Fin 1977, Gilbert Declercq a la chance de réaliser une bande dessinée d'avion pour le magazine de bande dessinée hollandais Eppo, un rêve de gosse : Rud Hart. Pour la conception des histoires, il a opté pour une « version citoyenne » de la bande pilote. Ce ne devait pas être un deuxième Buck Danny ou Dan Cooper. Les personnages principaux devaient être moins des « héros au sang-froid ». Declercq a aussi consciemment essayé de faire passer un « message » dans toutes ses histoires.
Au début de la bande dessinée d'aviation, le plus gros problème a été d'ajuster son style de dessin, qui a dû devenir beaucoup plus cool et plus technique à la demande des éditeurs. Selon l'artiste, il a fallu plusieurs histoires avant de retrouver un certain équilibre.
Après la publication des deux premières histoires, intitulées respectivement Vliegtuig vermist et De Opstandelingen, les éditeurs ont choisi un autre scénariste, Kelvin Gosnell, qui avait déjà écrit des histoires pour la série Storm. La nouvelle histoire s'intitulait Olie voor Nagar. Peu de temps après, Kees Vuik, membre du comité de rédaction, a également écrit trois autres courts récits pour Rud Hart : Intrige op Santarey, Nachtvlucht boven de Nordfjord et Voorzichtig Breekbaar!. Après cette dernière histoire, Kees Vuik a laissé le héros et son ami Jef de Vlaeminck mourir dans un accident, une solution « élégante » pour clore la série. La disparition de Rud Hart et d'un certain nombre d'autres séries de bandes dessinées d'Eppo est le résultat de la forte détérioration des chiffres de vente du magazine. Plus tard, le magazine de bandes dessinées a changé de nom plusieurs fois, mais il a finalement disparu.
Declercq présente alors la série au journal Gazet van Antwerpen. On le connaît là-bas depuis de nombreuses années, lorsqu'il avait publié à ses débuts les bandes dessinées Terry Trom et De Witte Tijger, une version d'une histoire de John Flanders adaptée par Serge Bertran (nom de plume de Danny De Laet).
L'éditeur De Vlijt a publié quatre histoires en album, dont deux courts récits : Space Shuttle gekaapt et De Barok-Idioot. Et une autre histoire réservée aux journaux : Het Gouden Vliegtuig. Cependant, la direction de De Vlijt avait décidé d'arrêter la production de bandes dessinées et le contrat actuel avec Declercq a été rompu unilatéralement, même si la maison d'édition savait que Declercq travaillait déjà avec diligence sur une nouvelle histoire de Rud Hart sur les activités de Médecins sans frontières.

### Des bandes dessinées
Le scénariste Marck Meul est venu frapper à la porte avec l'idée de lancer une nouvelle BD d'avion pour le magazine Robbedoes à savoir la version néerlandaise de Spirou. À l'époque, il existait une rédaction néerlandophone plus ou moins autonome dirigée par Jos Wouters. La série est renommée Avalon Air et une première histoire est publiée : Crissie. Cependant, le comité de rédaction autonome a ensuite disparu.
Entre-temps, Declercq a également eu des contacts avec l'éditeur Le Lombard. Là, il a la chance de réaliser une bande dessinée d'aventure pour le journal Hello Bédé sur le thème général de la voile et du transport maritime. Le nouveau héros Jody Barton est né. Après la prépublication, un premier album paraît en 1991. À l'arrêt du périodique, la série disparaît également.
Declercq dessine ensuite quelques courts récits historiques, dont La Bataille des éperons d'or et Le Monde incendié pour les éditions Snoeck-Ducaju. Vers la même époque, Gilbert est chargé par le Musée national de la marine d'Anvers (nl) de réaliser une bande dessinée sur le thème de l'émigration vers l'Amérique. La bande était liée à une exposition de longue date. Een koffer vol hoop « [Une valise pleine d'espoir] » est devenu le titre de cette histoire fictive, mais correctement documentée. Le personnage principal est la jeune Autrichienne Enzi. Cependant, il y avait un côté sombre à l'album : la mise en couleur, qui n'a pas été réalisée par Gilbert lui-même, s'est avérée très mal faite. L'album est paru dans une version néerlandaise et anglaise. La publication a également reçu une attention inattendue de l'Allemagne, où une exposition sur le même thème était en préparation.
Declercq est invité a adapter légèrement son récit à la situation à Hambourg au moment de la vague d'émigration. Non seulement cela aboutit à une édition d'album magnifiquement reliée en allemand et en anglais, mais Enzi est également présenté comme la mascotte de l'exposition. Une sculpture métallique d'Enzi de sept mètres de haut est placée comme un accroche-regard sur le pont du navire musée Cap San Diego dans lequel l'exposition a lieu. Une partie de l'exposition est ensuite temporairement transférée à Ellis Island à New York, où l'album traduit en anglais est également vendu.
Les éditeurs du magazine néerlandais pour filles Tina se sont également avérés intéressés par les aventures d'Enzi. L'artiste est invité à faire une version légèrement plus courte et légèrement différente de l'histoire pour Tina. Cela a est suivi par quelques épisodes supplémentaires des aventures d'Enzi dans le Nouveau Monde.

### Peintre
Le travail de Gilbert Declercq est exposé des dizaines de fois tant en Belgique qu'à l'étranger, et ses aquarelles remportent des prix nationaux et internationaux. L'une des œuvres primées est jugée par la prestigieuse Royal Watercolour Society de Londres. Son œuvre est acquise, entre autres, par la ville de Bruges, Innsbruck (Autriche), l'Institut national des pêches maritimes et le Musée national de la marine à Anvers. Son travail est également représenté par quelques galeries marines aux États-Unis.

### Illustrateur
Il réalise diverses illustrations pour les publications de la maison d'édition Altiora, principalement dans le magazine Top. Son travail a également paru dans 't Kapoentje et dans l'hebdomadaire Panorama, pour le WWF, pour diverses éditions du Reader's Digest, pour le merchandising de Greenpeace, des missions pour Green-Belgium.
En 1984, Declercq est accepté comme membre artiste de l'American Association of Illustrators, la Society of Illustrators de New York. À plusieurs reprises, son travail y fut exposé, ainsi que celui de ses confrères. À l'occasion du centenaire de l'association, les membres ont réalisé dans les locaux du Museum of American Illustration un mur de carreaux de céramique sur lequel chaque illustrateur a rendu hommage à l'association à sa manière, dont Declercq.
Lorsque le fabricant de jouets allemand Märklin a ouvert son musée rénové à Göppingen en 1995, Declercq a été chargé de concevoir l'affiche, qui a également été imprimée sur un wagon miniature.
En 1994, l'éditeur graphique japonais Dai-Nippon demande à Declercq de représenter la Belgique en tant qu'illustrateur pour un projet de calendrier sur le thème Frontières. Il a été chargé de faire une illustration pour le mois de décembre sur le calendrier avec le thème spécifique Limites cosmologiques.
Pour la compagnie d'assurance allemande Hamburg-Mannheimer, Gilbert illustre un livre qui raconte l'histoire de l'industrie de l'assurance, sur un texte de Toni Zwijsen : Surfen naar Hammoerabi, publié en néerlandais, allemand et français. L'éditeur Lannoo a également publié une édition de luxe, assortie d'une biographie sur Gilbert Declercq, Gilbert Declercq, un passionné de la palette.
Il a également conçu plusieurs nouveaux costumes historiques pour le cortège de l'Arbre d'or (nl) à Bruges et conçu dix des vingt et un chars pour le défilé historique à l'occasion du bicentenaire des Floralies gantoises.
En 2022, il réalise seul Avec Mozart dans la collection « Le Vent de l'histoire » aux Éditions du Triomphe.

## Œuvres

### Albums de bande dessinée en français

#### Jody Barton
- 1. L'Éclat de la mort, Le Lombard, Bruxelles, juin 1991
Scénario et dessin : Gilbert Declercq - Couleurs : quadrichromie -  (ISBN 2803609150)

#### Avec
- Avec Turenne, Éditions du Triomphe, coll. « Le Vent de l'Histoire », Paris, 20 novembre 2019
Scénario : Christian Dechamps - Dessin et couleurs : Gilbert Declercq -  (ISBN 9782843786259)
- Avec Mozart[6], Éditions du Triomphe, coll. « Le Vent de l'Histoire », Paris, 10 novembre 2022
Scénario, dessin et couleurs : Gilbert Declercq -  (ISBN 9782383860105)

### Collections publiques
14 œuvres de cet artiste sont conservées au Centre belge de la bande dessinée et font partie du patrimoine mobilier de la région Bruxelles-Capitale.

#### Études
- Danny De Laet et Yves Varende, Au-delà du septième art : histoire de la bande dessinée belge, Bruxelles, Ministère des affaires étrangères, du commerce extérieur et de la coopération au développement, coll. « Chroniques belges » (no 322), 1979, 302 p., ill. ; 22 cm (OCLC 301693218, lire en ligne).

#### Livres
: document utilisé comme source pour la rédaction de cet article.
- (nl) « Gilbert Declercq (pseudoniem Gidecq) », dans Striptekenaars in Vlaanderen [« Les Dessinateurs de bande dessinée en Flandre »], Anvers, Vlaamse Onafhankelijke Stripgilde, 1982, 132 p., ill. (ISBN 90-70481-15-4, OCLC 902354153, présentation en ligne), p. 40-41.
- Henri Filippini, « Declercq, Gilbert », dans Dictionnaire de la bande dessinée, Paris, Bordas, 1989, 731 p., ill. ; 27 cm (ISBN 2-04-018455-4, OCLC 1244909550, BNF 35065653, présentation en ligne), p. 608.
- Jean-Louis Lechat, Un demi-siècle d’aventures t. 2 : 1970 - 1996, Bruxelles, Le Lombard, 5 décembre 1996, 224 p., ill. ; 31 cm (ISBN 280361233X, OCLC 37995939, BNF 37539082, présentation en ligne), p. 160. .
- (nl) Jan Hoet et Dany Vandenbossche, « Gilbert Declercq », dans De wereld van de strips in originelen [« Le Monde de la bande dessinée en originaux »], Bruxelles, Vlaams Parlement, 2013, 68 p., PDF (OCLC 901366732, lire en ligne), p. 23.